# پرینستون نورت (نیوجرسی)
پرینستون نورت (به انگلیسی: Princeton North) یک منطقهٔ مسکونی در ایالات متحده آمریکا است که در شهرستان مرسر، نیوجرسی واقع شده‌است. پرینستون نورت ۴٫۲ کیلومتر مربع مساحت و ۴٬۵۲۸ نفر جمعیت دارد.